# Vaja várkastélya

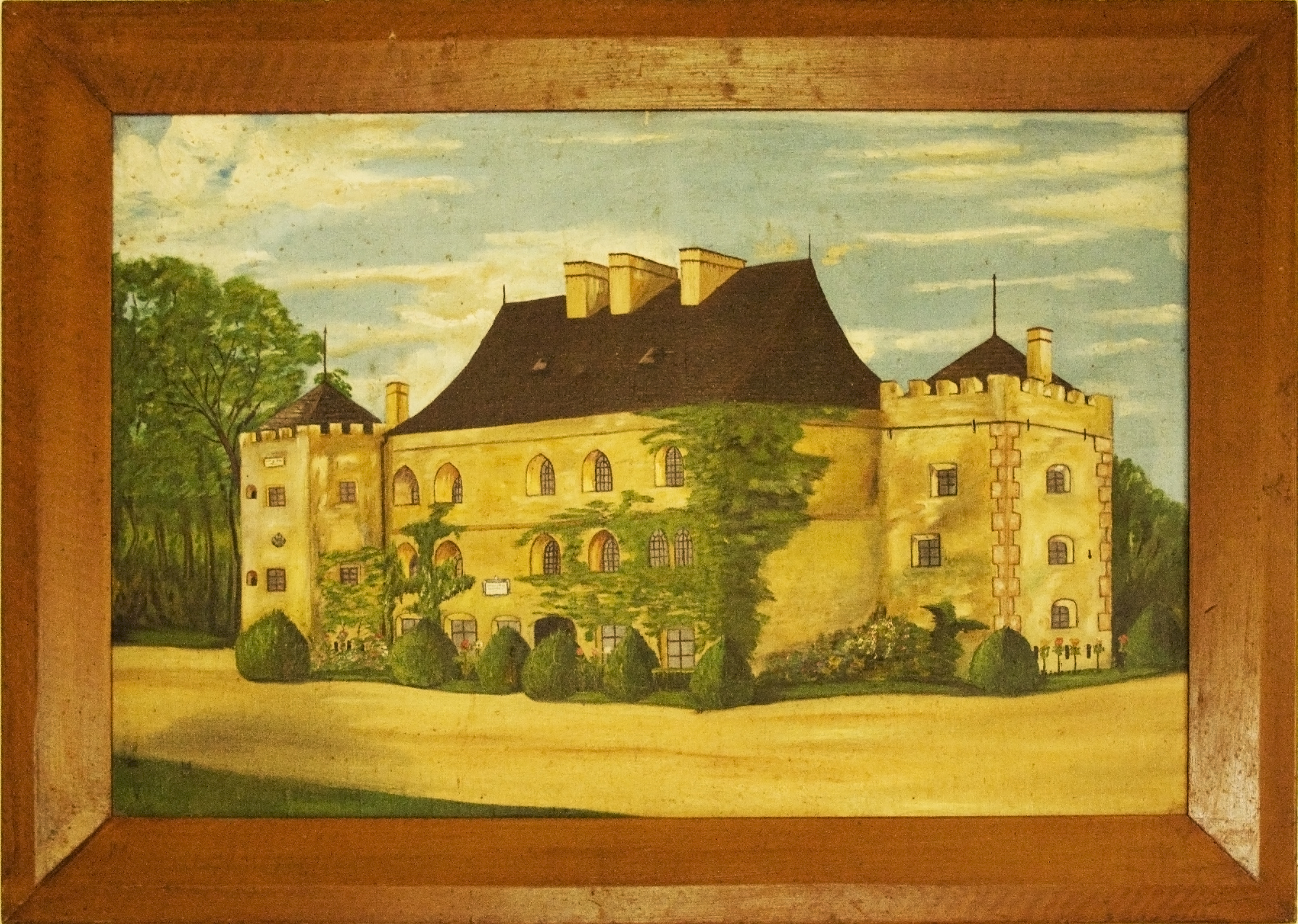
Ismeretlen festő képe a kastélyról, 1906

Vaja várkastélya a Nyírség vidékének kisebb-nagyobb vízfolyásokkal, mocsaras területekkel borított részén, Vaja városban található. A középkortól a Vay család birtoka volt.

## A vár rövid története
Már 1554-ben itt emelkedett egy kisebb kúriájuk, de a jelenlegi, téglalap alapú, vastag falú épületet csak a 17. század elején létesítették a kor reneszánsz stílusában.
A 17. században jelentős mértékben átépítették, erre utal a földszinti nagyterem boltozatának 1650-ből származó felirata. Előbb az északi, majd a déli tornyot csatolták a sarkaira, így ezek lőréseiből a védők tűz alatt tudták tartani a támadó ellenséget.
A Habsburg császári ház önkényuralma ellen kirobbant 1703-as felkelés idején a nagyságos fejedelem belső udvari köréhez tartozó Vay Ádám – marsall, a munkácsi vár főkapitánya – élt a várkastély falai között. 
II. Rákóczi Ferenc kétszer járt Vaján, ebből a második alkalommal személyesen találkozott a Habsburg fegyveres erők parancsnokával, gróf Pálffy János horvát bánnal, aki megpróbálta rávenni a császár előtti meghódolásra, ezért cserébe visszakapta volna magánvagyonát. A felkelés vezetője azonban nem akarván cserbenhagyni országa népét, elutasította a kegyelmi ajánlatot. 
1711-ben itt tárgyalt a fejedelem és Pálffy János tábornok a szabadságharcot lezáró békekötésről.
A várkastély szerencsésen túlélte II. Rákóczi Ferenc kuruc szabadságharcát, és mivel nem számították a lerombolásra ítélt magyar várak közé, nem robbantották fel a császári hadmérnökök sem.  
Egy 1712-ből származó összeírás a nemesi lakot gazdasági épületeivel és kertjével együtt mindössze ötszáz forintra értékelte, tehát akkoriban elhanyagolt lehetett.
Lassú romlását 1964-ben a benne létrehozott Vay Ádám Múzeum megnyitása állította meg. A 21. század elején végzett nagyszabású helyreállítási munkálatok óta ismét régi fényében pompázik a vajai reneszánsz várkastély.

## Belső képek

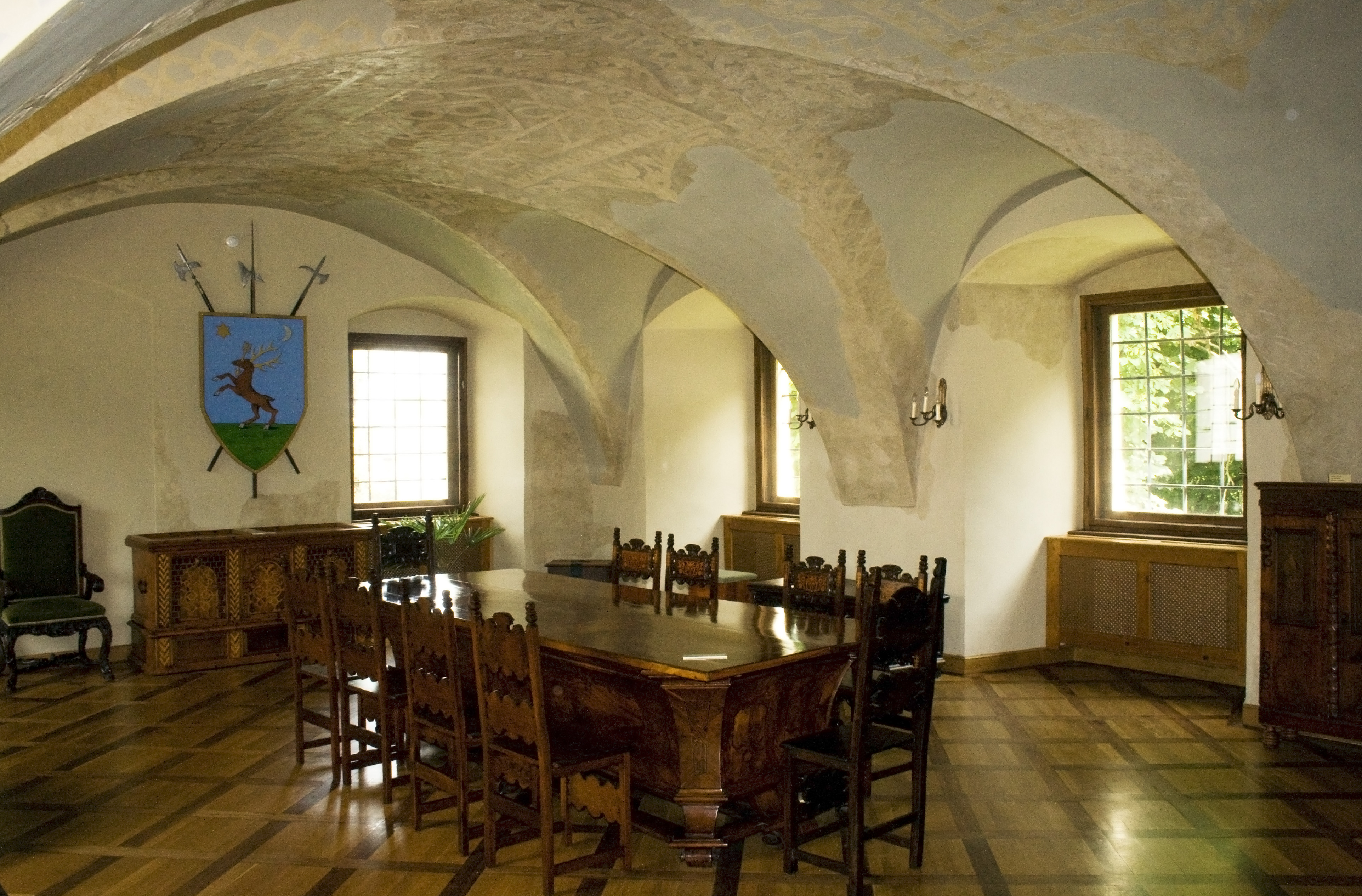
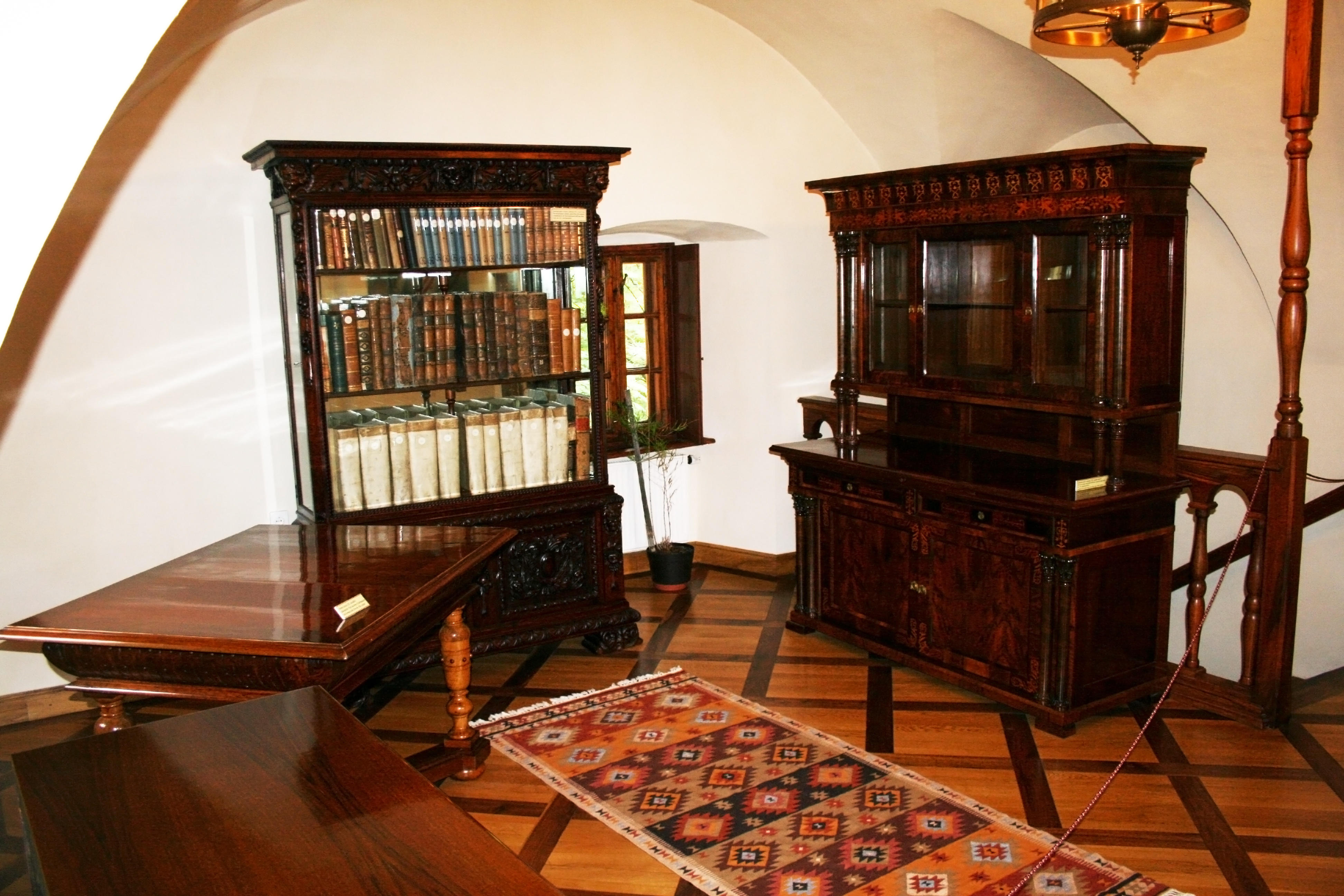
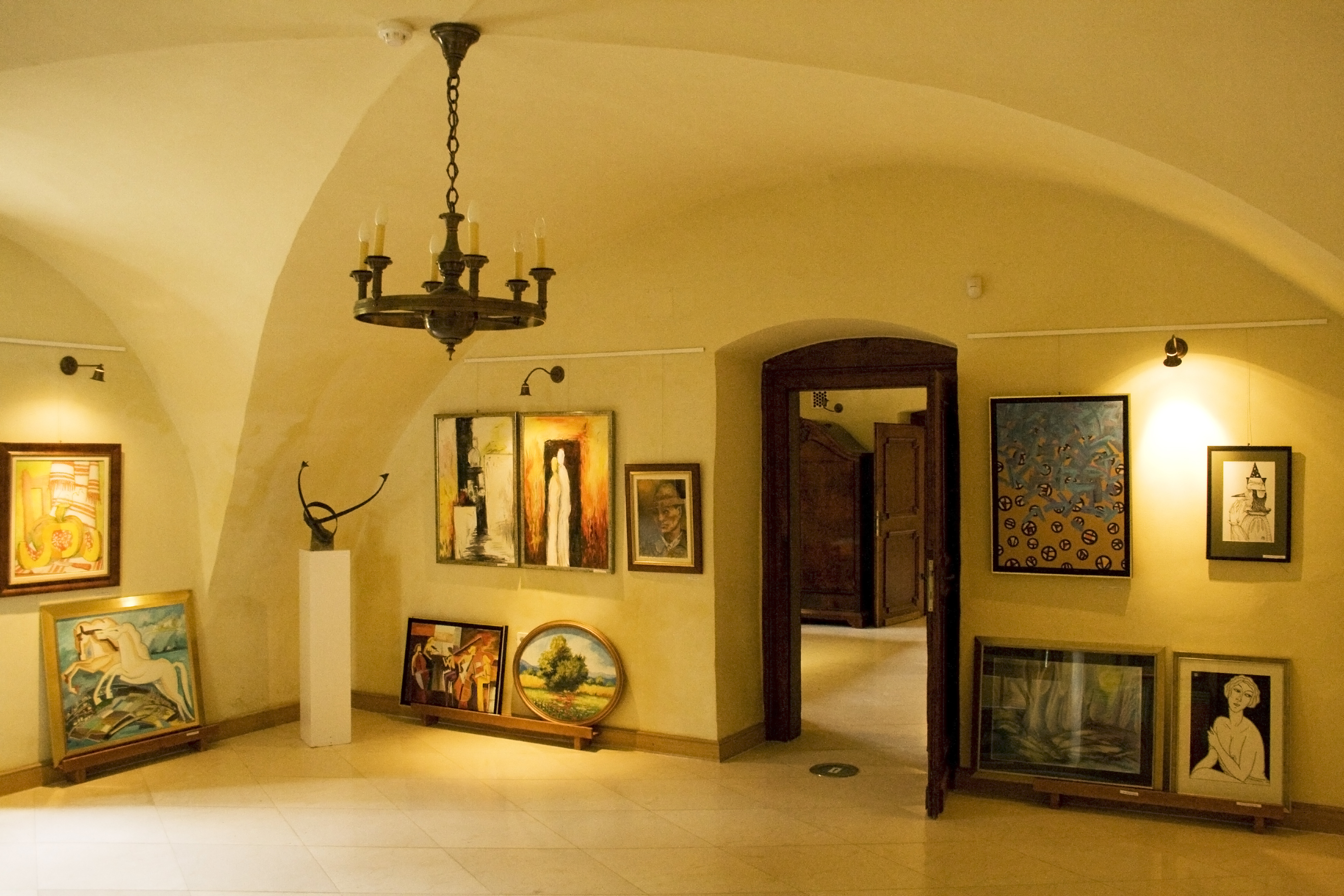
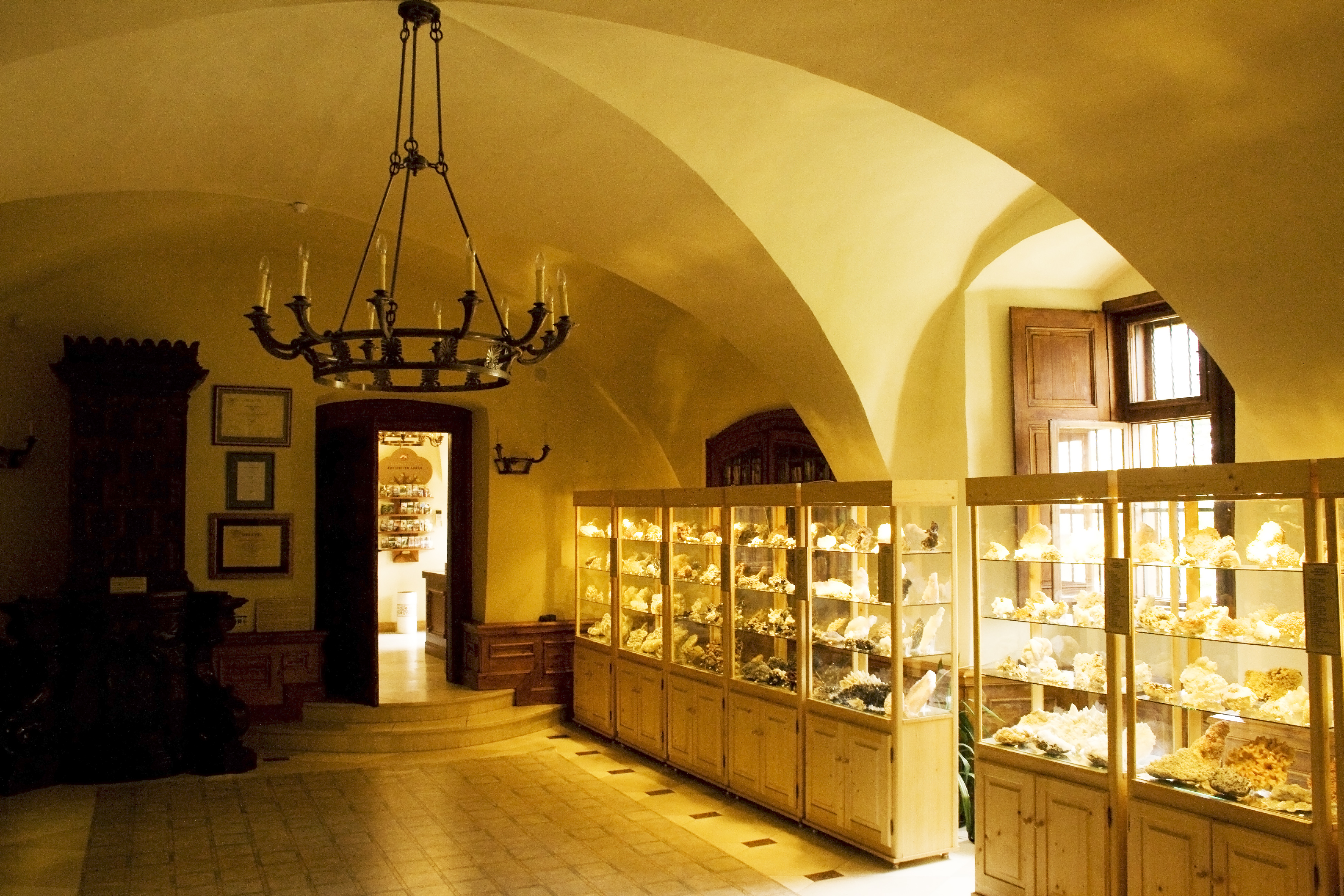